# Amauris spatiosa
Amauris spatiosa är en fjärilsart som beskrevs av Talbot 1940. Amauris spatiosa ingår i släktet Amauris och familjen praktfjärilar. Inga underarter finns listade i Catalogue of Life.